# Kattesomenahalli, Belur
Kattesomenahalli là một làng thuộc tehsil Belur, huyện Hassan, bang Karnataka, Ấn Độ.